# لودورپ
لودورپ (به هلندی: Lewedorp) یک منطقهٔ مسکونی در هلند است که در بورسله واقع شده‌است. لودورپ ۱٬۷۷۱ نفر جمعیت دارد.